# جوشوا براينت

## معلومات شخصية:
جوشوا براينت (بالإنجليزية: Joshua Bryant)‏ ممثل أمريكي، ولد في 30 مايو 1939 في الولايات المتحدة.

## حياته
بدأ حياته المهنية بعد التحاقه بكلية باسادينا للفنون المسرحية في باسادينا ، كاليفورنيا على منحة جيمس دين التذكارية. بعد ثلاث سنوات في ألمانيا كعضو في فيلق إشارة الجيش الأمريكي، التحق بالأكاديمية الملكية للفنون المسرحية في لندن ، كما حصل على منحة دراسية.

## وصلات خارجية
- جوشوا براينت على موقع IMDb (الإنجليزية)
- جوشوا براينت على موقع تيرنر كلاسيك موفيز (الإنجليزية)
- جوشوا براينت على موقع أول موفي (الإنجليزية)
- جوشوا براينت على موقع قاعدة بيانات الفيلم (الإنجليزية)